# Jerzy Schönborn

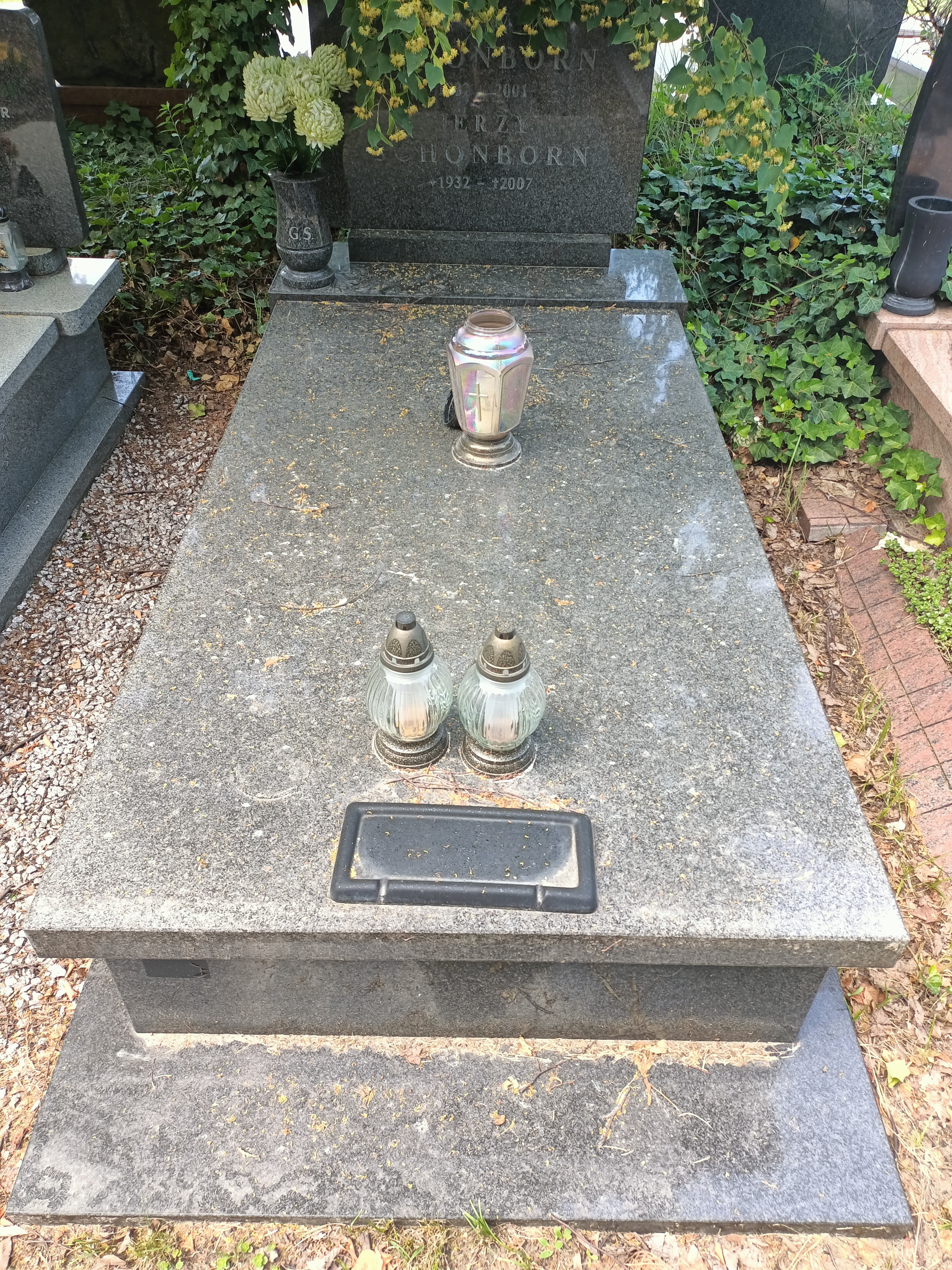
Grób Jerzego Schönborna na Cmentarzu Północnym w Warszawie

Jerzy Schönborn (ur. 16 lipca 1932 w Żywcu, zm. 16 stycznia 2007 w Warszawie) – polski krytyk filmowy i publicysta.

## Życiorys
W latach 1963–1974 był dyrektorem Studia Filmów Rysunkowych w Bielsku-Białej. 
Przez wiele lat był dyrektorem w Komitecie Kinematografii i redaktorem w Wytwórni Filmów Dokumentalnych i Fabularnych w Warszawie. W latach 1988–1990 był członkiem Rady Ochrony Pamięci Walk i Męczeństwa. Współpracował z miesięcznikami „Film” i „Kino”, był animatorem kultury, ekspertem Polskiego Instytutu Sztuki Filmowej. 
Został pochowany na cmentarzu w Wólce Węglowej.